# Know your enemy (canción de Green Day)
«Know your enemy» (en español: «Conoce a tu enemigo») es una canción escrita y grabada por la banda estadounidense de punk rock Green Day. Es el primer sencillo del álbum 21st Century Breakdown. La canción fue lanzada por Reprise Records el 16 de abril de 2009. Billboard describió a la canción como «tal como la última vez (en American Idiot)», teniendo un «coro preparado para la radio de rock moderno». La canción fue producida por Butch Vig. La canción fue la primera en estar en el puesto número uno en la lista de Billboard Rock Songs, y es una de las tres canciones en estar en el número uno en las listas Alternative Songs, Mainstream Rock Tracks y Rock Songs al mismo tiempo. «Know your enemy» fue certificada Oro por la RIAA el 13 de julio de 2009 tras vender 500 000 copias en Estados Unidos.
En agosto de 2010 la canción ya había vendido 798 000 copias en el mismo país. En 2010 se convirtió en la canción oficial de la marca de lucha libre SmackDown.

## Antecedentes y video musical
El cantante y guitarrista Billie Joe Armstrong, el bajista Mike Dirnt, y el baterista Tre Cool estuvieron trabajando en la composición, arreglos y grabación de 21st Century Breakdown desde comienzos de 2006 junto a Butch Vig, reconocido por su trabajo con Nirvana, Smashing Pumpkins, Garbage, etc.
Know your enemy fue estrenado mundialmente por las cadenas de televisión MTV y VH1 el 24 de abril de 2009. El video fue dirigido por Matthew Cullen.

## Recepción y lanzamiento
La revista Spin afirmó que la canción «sonaba como una de las grabaciones de Dookie». El crítico de About.com Bill Lamb dijo que la canción fue «algo estándar de Green Day», «no fue algo ingenioso» y «no está a la par con "Boulevard of Broken Dreams" y "Holiday"», además dijo que «deja mucho que desear para uno de los álbumes más esperados del 2009». Pitchfork Media dijo que la canción tenía una «rigidez pedante» y «nada más que una canción de protesta convertida». Rolling Stone expresó que la canción es uno de los momentos culminantes del álbum, el sonido del álbum es algo como punk-orientado llamándolo «The Clash». Billboard dijo «La única canción de la banda antes del lanzamiento de 21st Century Breakdown» «afirmando que álbum será lo mismo que el anterior», pero también dijo: 

Si bien el tema es amplio y puede no ser captado por algunos, «Enemy» tiene suficiente encanto para amplificar a (21st century) Breakdown antes de su lanzamiento.

Billie Joe Armstrong le dijo a la revista Q, «Es una canción de reunión. Se trata de liberar a uno mismo de un montón de mierda que se ve en TV». La canción lideró las listas de Billboard Alternative Songs. Rock Songs y Mainstream Rock Tracks todas al mismo tiempo, mientras se ubicaba entre el top 30 del BillboardHot 100, donde estaba en el puesto número veintiocho. En la lista Alternative Songs de Billboard, debutó en la posición número ocho, ya en su segunda semana había logrado el primer puesto, en el que se mantuvo por seis semanas. «Know your enemy» está disponible en el videojuego Rock Band junto con las canciones «East Jesus Nowhere» y «21 guns».

## Lista de canciones
| Sencillo en CD Estados Unidos |                   |          |  |
| N.º                           | Título            | Duración |  |
| 1.                            | «Know Your Enemy» | 3:12     |  |

| Sencillo en CD Europa; Descarga Digital |                   |          |  |
| N.º                                     | Título            | Duración |  |
| 1.                                      | «Know Your Enemy» | 3:12     |  |
| 2.                                      | «Lights Out»      | 2:16     |  |
| 3.                                      | «Hearts Collide»  | 2:39     |  |

| Hot Topic: CD edición limitada |                   |          |  |
| N.º                            | Título            | Duración |  |
| 1.                             | «Know Your Enemy» | 3:12     |  |
| 2.                             | «Lights Out»      | 2:16     |  |

| EP: descarga digital |                                     |          |  |
| N.º                  | Título                              | Duración |  |
| 1.                   | «Know Your Enemy»                   | 2:12     |  |
| 2.                   | «Boulevard of Broken Dreams» (Live) | 4:24     |  |
| 3.                   | «F.O.D.» (Live)                     | 2:24     |  |

| Vinilo de 7 pulgadas; CD Europa |                   |          |  |
| N.º                             | Título            | Duración |  |
| 1.                              | «Know Your Enemy» | 3:12     |  |
| 2.                              | «Hearts Collide»  | 2:39     |  |

## Posicionamiento en listas
| Alemania          | German Singles Chart      | 14 |
| Australia         | Australian Singles Chart  | 20 |
| Austria           | Austrian Singles Chart    | 11 |
| Bélgica (Flandes) | Ultratop 50 Singles       | 26 |
| Bélgica (Valonia) | Ultratop 40 Singles       | 34 |
| Canadá            | Canadian Hot 100          | 5  |
| Dinamarca         | Danish Singles Chart      | 34 |
| Eslovaquia        | Radio Top 100 Chart       | 22 |
| Estados Unidos    | Billboard Hot 100         | 28 |
| Estados Unidos    | Digital Songs             | 22 |
| Estados Unidos    | Radio Songs               | 49 |
| Estados Unidos    | Pop 100                   | 43 |
| Estados Unidos    | Adult Pop Songs           | 36 |
| Estados Unidos    | Alternative Songs         | 1  |
| Estados Unidos    | Rock Songs                | 1  |
| Estados Unidos    | Mainstream Rock Tracks    | 1  |
| Hungría           | Hungarian Singles Chart   | 33 |
| Irlanda           | Irish Singles Chart       | 11 |
| Italia            | Italian Singles Chart     | 28 |
| Japón             | Japan Hot 100             | 5  |
| Noruega           | Norwegian Singles Chart   | 17 |
| Nueva Zelanda     | New Zealand Singles Chart | 13 |
| República Checa   | Radio Top 100 Chart       | 1  |
| Reino Unido       | UK Singles Chart          | 21 |
| Suiza             | Swiss Singles Chart       | 16 |
| Suecia            | Swedish Singles Chart     | 10 |
| Unión Europea     | European Hot 100          | 23 |

| Hungría | Hungarian Singles Chart | 159 |

### Certificación y ventas
| País           | Organismo certificador | Certificación | Ventas certificadas | Simbolización | Ref.  |
| -------------- | ---------------------- | ------------- | ------------------- | ------------- | ----- |
| Estados Unidos | RIAA                   | Oro           | 500 000             | ●             | [ 4 ] |